# Sócrates (1971)
Sócrates (do italiano "Socrate") é um telefilme biográfico hispano-franco-italiano de 1971 da série "I filosofi", do gênero drama dirigido por Roberto Rossellini, com roteiro de Renzo Rossellini, Marcella Mariani e do próprio diretor, o filme baseia-se na vida e pensamentos do filósofo Sócrates.

## Sinopse
O telefilme Sócrates/Socrate é uma produção hispano-franco-italiano que repassa sobre o julgamento do filósofo grego Sócrates, até sua morte.

## Elenco
- Jean Sylvère como Sócrates[3][4][5]
- Antonio Medina como Platão
- Anne Caprile[6] como Santippe [3][4][5]
- Beppe Mannaiuolo[1]
- Elio Seraffini[4]
- Emilio Hernandez Blanco[4] como Ipperide[5]
- Emilio Miguel Hernandez[4] como Meleto[5]
- Giuseppe Mannajuolo como Apollodoro[3][4][5]
- Jean-Dominique de La Rochefoucauld como Fedro
- Julio Morales[4] como Antistenes[5]
- Manuel Angel Egea como Cebete[5]
- Ricardo Palacios[4] como Critone[5]

## Produção
Produzido por Office de Radiodiffusion Télévision Française (ORTF), Radiotelevisione Italiana, Televisión Española (TVE),  Orizzonte 2000 e Orizzonte Duemila. Roteiro escrito por Jean-Dominique, Marcella Mariani e, Roberto Rossellini.

## Distribuição
Em 2002, DVD DNC por Istituto L'Unione Cinematografica Educativa (Luce).